# Etnografía de Brasil
El pueblo brasileño está formado por la mezcla de diversos elementos; indígenas, europeos, africanos y, en menor medida, asiáticos.
Un meta-estudio genético de ADN autosómico de (Rodrigues de Moura et al, 2015), el cual incluía 25 otros estudios, con 38 poblaciones de Brasil, determinó que la composición del país es la siguiente: 62% de aporte europeo; 21% de aporte africano; y 17% de aporte indígena, aunque el ADN mitocondrial indica que el 33% de la población total brasilera posee sangre indígena.
Los colonizadores portugueses comenzaron a llegar a Brasil en 1500 y colonizaron el país hasta su independencia, en 1822. Con la esclavitud negra, iniciada en la segunda mitad del siglo XVI, varios millones de africanos de la Costa Occidental de África fueron llevados a Brasil, hasta que el tráfico de esclavos fue prohibido, en 1850 con la ley Euzébio de Queiroz. Y de los millones de inmigrantes de varias partes del mundo.

## Inmigración en Brasil
A partir de la segunda mitad del siglo XIX, tasas importantes de inmigrantes europeos y asiáticos comenzaron a entrar en Brasil, de Europa llegaron principalmente italianos y portugueses. En menor medida españoles, alemanes, suizos y eslavos (polacos, ucranianos, rusos). 
Durante el período de gran inmigración en Brasil (entre 1850 y 1950), entre los inmigrantes que entraron en Brasil, más de la mitad eran italianos (35,5%) y portugueses (29%). De Asia llegaron pobladores árabes (libaneses, sirios) y, a partir de 1908, japoneses.
Inmigrantes de diversas procedencias entraron en gran cantidad en Brasil hasta el año 1930, cuando el presidente Getúlio Vargas decidió limitar la entrada de extranjeros en el país, aunque esto no fue así y si bien cesó un poco los inmigrantes europeos siguieron llegando hasta la década del ´70
| Inmigración en Brasil, por nacionalidad, por décadas de 1884-1893, 1924-1933 y 1945-1949 Fuente: Instituto Brasileiro de Geografía e Estatística (IBGE) |           |           |           |           |           |           |           |           |
| | Década    |           |           |           |           |           |           |           |
| Nacionalidad | 1884-1893 | 1894-1903 | 1904-1913 | 1914-1923 | 1924-1933 | 1945-1949 | 1950-1954 | 1955-1959 |
| Alemanes | 22,778    | 6,698     | 33,859    | 29,339    | 61,723    | 5,188     | 12,204    | 4,633     |
| Españoles | 113,116   | 102,142   | 224,672   | 94,779    | 52,405    | 4,092     | 53,357    | 38,819    |
| Italianos | 510,533   | 537,784   | 196,521   | 86,320    | 70,177    | 15,312    | 59,785    | 31,263    |
| Japoneses | -         | -         | 11,868    | 20,398    | 110,191   | 12        | 5,447     | 28,819    |
| Portugueses | 170,621   | 155,542   | 384,672   | 201,252   | 233,650   | 26,268    | 123,082   | 96,811    |
| Sirios y turcos | 96        | 7,124     | 45,803    | 20,400    | 20,400    | N/A       | N/A       | N/A       |
| Otros | 66,524    | 42,820    | 109,222   | 51,493    | 164,586   | 29,552    | 84,851    | 47,599    |
| Total | 883,668   | 852,110   | 1,006,617 | 503,981   | 717,223   | 80,424    | 338,726   | 247,944   |

## Etnias por regiones brasileñas

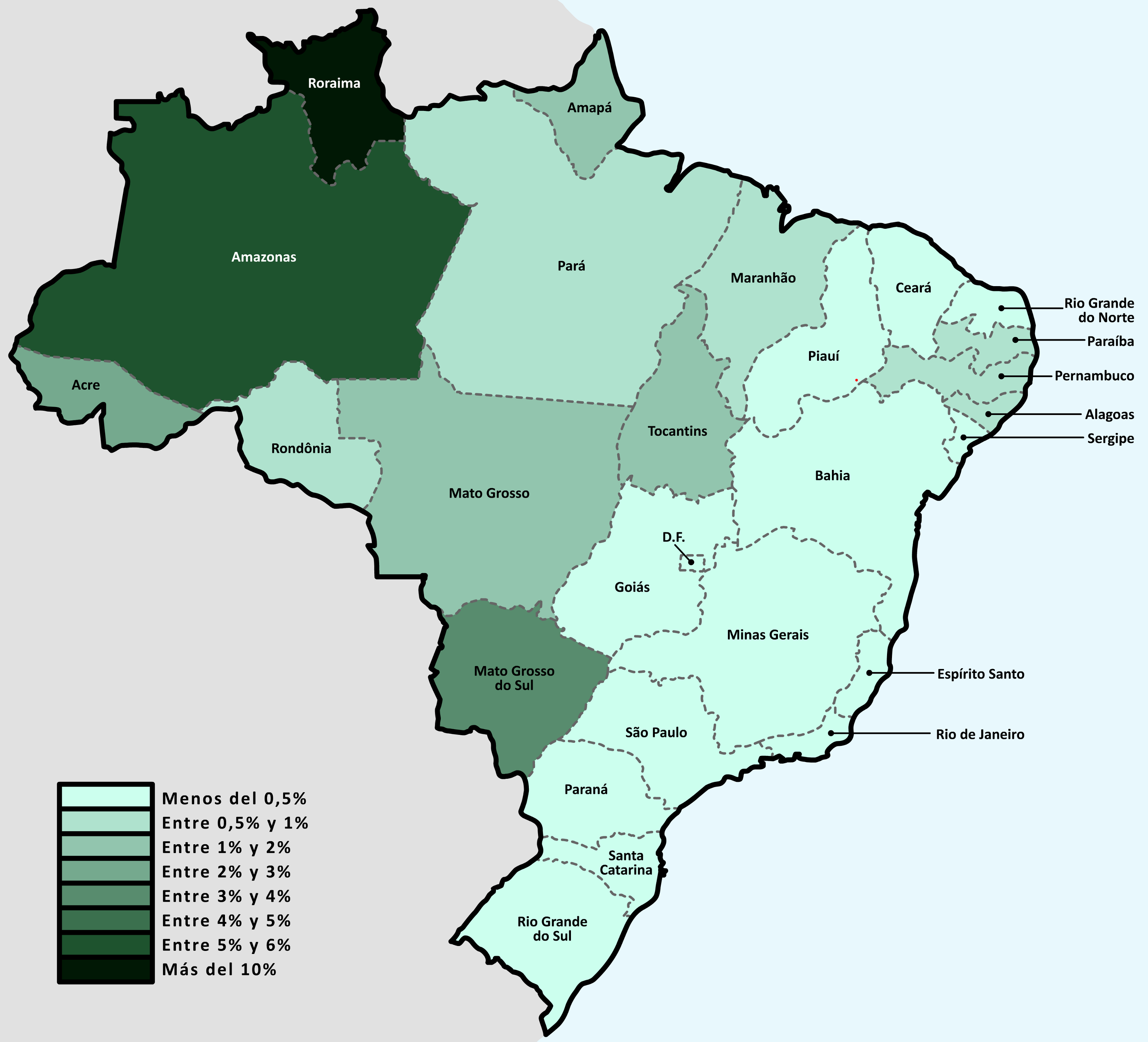
Porcentaje de la población indígena por estados (2010).

- Región Sur de Brasil: Ha predominado el elemento europeo, al empezar por un pequeño número de colonos portugueses seguido de grandes oleadas de inmigrantes alemanes, italianos y eslavos durante el siglo XIX. También hay minorías de origen africano e indígena.

- Región Sudeste de Brasil: También ha predominado el elemento europeo, empezado por portugueses y seguidos por inmigrantes italianos y españoles en los siglos XIX y XX. Pero los elementos africano e indígena están presentes, y en el Estado de São Paulo, el elemento asiático (japoneses y árabes) es significativo.

- Región Nordeste de Brasil: Ya formado en el siglo XVII, han predominados los elementos africano y europeo (portugueses), pero también con alguna contribución indígena. En los estados de Ceará, Paraíba y Río Grande del Norte predominan los caboclos,[3] en los de Bahía, Piauí, Pernambuco y oriente de Maranhão predominan los mulatos, en Maranhão y Bahía los cafuzos son también muy comunes.[4]

- Región Norte de Brasil: Ha predominado el elemento europeo, con los elementos indígena y negro. Los zambos son comunes en las zonas costeras de los estados de Amapá y Pará.[5] Sin embargo los caboclos son la mayoría de la población.

- Región Centro-Oeste de Brasil: La población está formada principalmente por personas de origen europeo (muchos de ellos descendientes de los que fueron expulsados o huyeron de sus tierras en la costa durante la colonia y el imperio), mezclados posteriormente con elementos indígenas y en menor medida africanos.[6]

## Avances descriptivos
En 2016, la mayoría de la población residente brasileña es parda: 95,9 millones personas, representando el 46,7% del total. Un 53% de sus habitantes se consideran y perciben como tales (negros, pardos, etcétera).
Existe una menor cantidad de blancos frente a los demás grupos étnicos, que incluyen una importante cantidad de pardos (mulatos, zambos y mestizos), y en menor medida de negros, asiáticos e indígenas. 

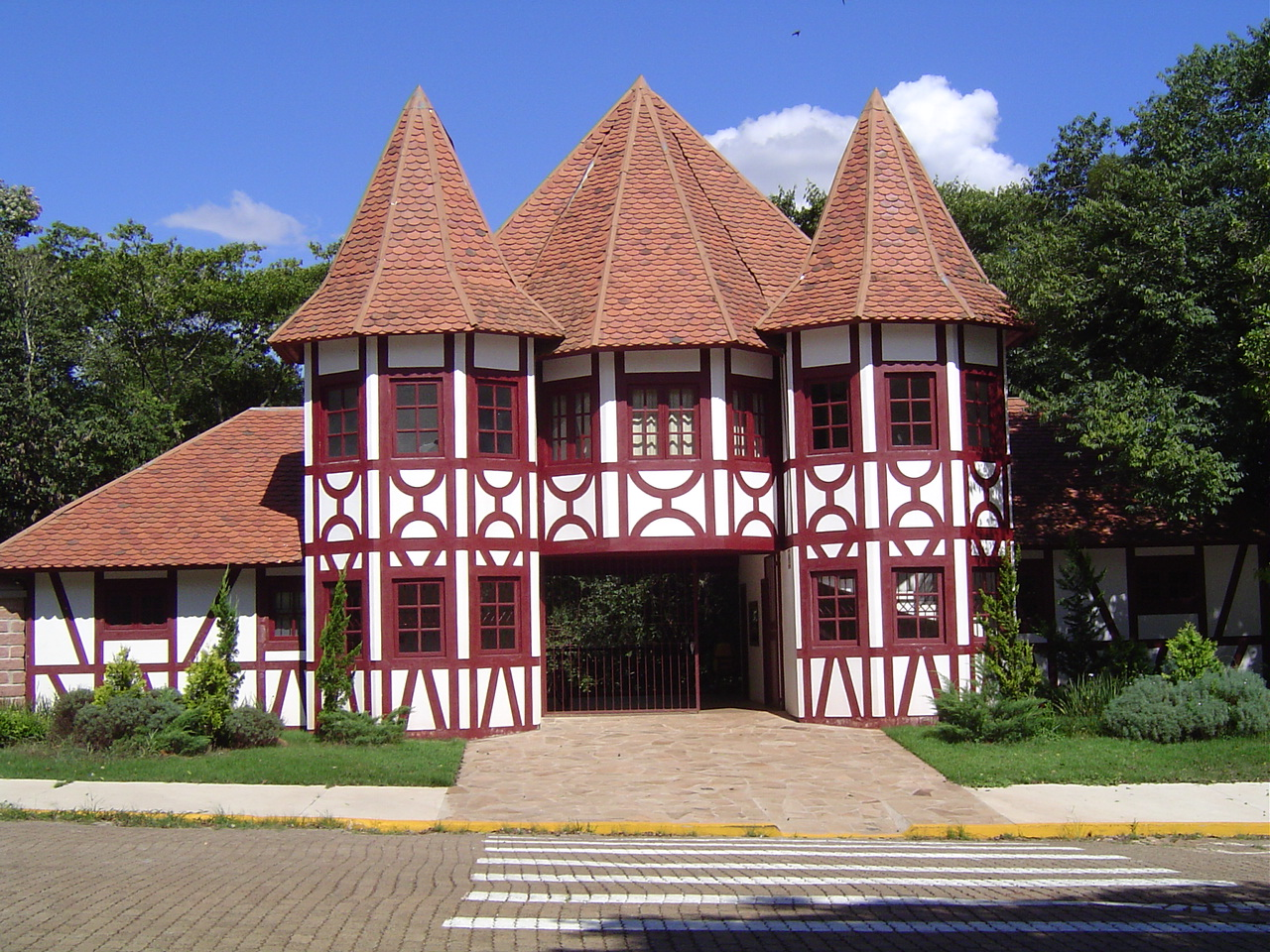
Casa típica alemana en el Estado de Río Grande del Sur.

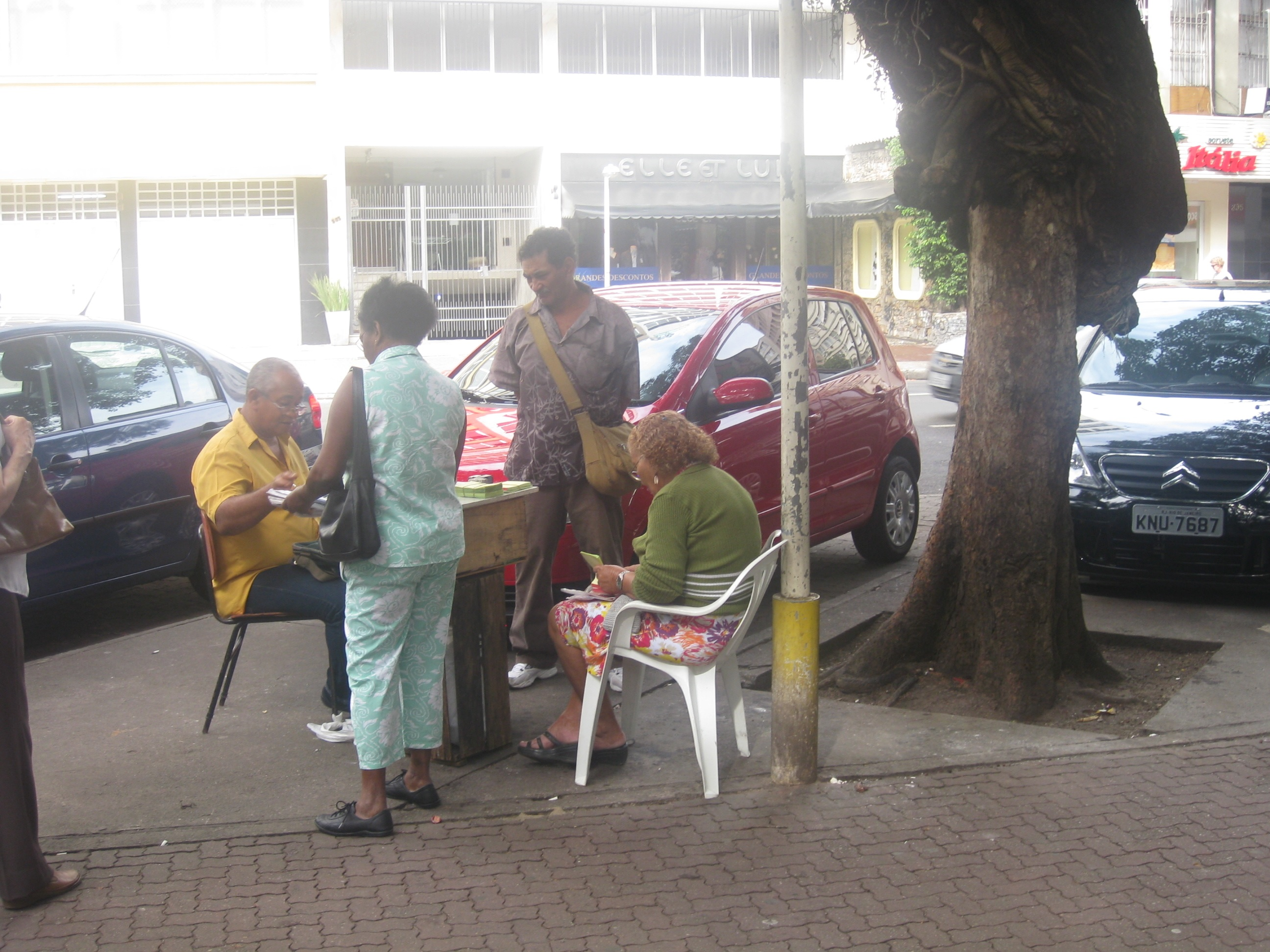
Brasileños en Río de Janeiro.

Se ha revelado por estudios realizados al ADNmt de distintos individuos de diversas regiones del Brasil muestra una amplia diversidad de los ancestros femeninos de las diversas regiones. Debido a que la herencia del genoma mitocondrial es exclusivamente a través de vía materna y que hay un fragmento en este genoma de 400 pb (pares de bases) que son altamente polimorfico, podemos considerar que este ADN permanece inalterable por esta vía durante muchísimos años. Debido a esto este ADN es frecuentemente usado para rastrear el origen de diversas poblaciones (ascendencia matrilineal).
Un estudio de 2000 determinó que el promedio nacional de ascendencia en el ADNmt era de 33 % de origen amerindio, 28 % africano y 36 % de origen europeo, aunque las regiones del país tuvieron grandes variaciones: la región norte registro 54 % indígena, 15 % africano y 31 % europeo; el nordeste 22 % indígena, 44 % africano y 34 % europeo; el sudeste fue la que presentó más variedades, 33 % indígena, 34 % africano, 31 % europeo al que se les suma un 2 % de ADNmt de origen asiático; finalmente el sur registró 22 % amerindio, 12 % africano y 66 % europeo.
Estudios realizados al ADN autosómico o ADN nuclear, heredado por mitades iguales entre padre y madre a cada individuo usado frecuentemente para identifaciones individuales, indican que un grado mayor de ancestralidad europea, con aportes africanos e indígenas (vea tablas abajo). Un estudio de este tipo realizado en 2008 realizados a 25.772 individuos (8,26% del Norte, 23,86% del Nordeste, 4,79% del Centro-Oeste, 10,32% del Sudeste y 52,7% del Sur) indican una mayor presencia de la herencia europea aunque esta varía entre las regiones, la contribución en la región Norte se distribuye en un 60,6% de aporte europeo, 21,3% africano y 18,1% amerindio, en el Nordeste 66,7% europeo, 23,3% africano y 10,0% indígena, en el Centro-Oeste 66,3% europeo, 23,3% africano y 12,0% amerindio, en el Sudeste 60,7% europeo, 32,0% africano y 7,3% amerindio y en el Sur 81,5% europeos, 9,3% africano y 9,2% amerindio. Estudios de 2009 de la Universidad Católica de Brasilia indican que la región con mayores diferencias del país fue el Sur en contraste a las demás con un promedio nacional de alto aporte europeo.
Entre 1999 y 2000 un estudio de la ONU sobre la población indígena en Latinoamérica estimó en un millón y medio de indígenas viviendo en Brasil en 1992, la mayoría en la Amazonia y en los territorios del interior, bajo constante riesgo de perder su identidad cultural.
En 1992 un estudio de E. García Zarza estimó que en 1991 la población brasileña se distribuía en un 53 % de blancos, 2 % de indígenas y asiáticos y 45 % de pardos. En cuanto a los pardos se distribuían en un 12 % de mestizos, 11 % de negros y 22 % de mulatos, no se incluyen a los zambos. La población brasileña negra cayó a 6,5 en 2009 y la blanca a 48,8% producto del mestizaje y la mayor valoración y aceptación de las herencias mestizas en la sociedad. Existe un fuerte reclamó por parte de organizaciones amazónicas, que concideran que el título de pardos suele ser confundido por el de mulato por lo que los mestizos pierden su identidad étnica y cultural.
Según un estudio genético de 1965, “Methods of Analysis of a Hybrid Population” (en Human Biology, vol. 37, n. 1), realizado por D. F. Roberts y R. W. Hiorns, el aporte europeo a la población del Nordeste de Brasil es de 65 % europeo, el aporte africano 25 %, y el aporte indígena 9 %.
Según un estudio genético autosómico de 2006, la composición de la población del estado de São Paulo es la siguiente: contribución Europea de 79,00 %, contribución Africana de 14,00 % y contribución indígena de 7,0 %
Según un estudio genético autosómico de 2011, la composición de la población de la ciudad de Belém, en el estado de Pará es 69,70 % de ancestralidad europea, 10,90 % de ancestralidad africana y 19,40 % de ancestralidad indígena.
Según un estudio genético autosómico de 2008, la composición de la población del estado de Mato Grosso do Sul es la siguiente: contribución Europea de 73,60 %, contribución Africana de 13,90 % y contribución indígena de 12,40 %.
En la ciudad de Salvador, según un estudio genético autosómico de 2008, la herencia africana es la dominante (49.20 %), pero también con contribuciones europea (36.30 %) e incluso indígena (14,50 %).

## Estudios genéticos

### Estudios autosómicos a nivel nacional
Estudios realizados al ADN autosómico o ADN nuclear, heredado por mitades iguales entre padre y madre a cada individuo usado frecuentemente para identifaciones individuales, indican que un grado mayor de ancestralidad europea, con aportes africanos e indígenas (vea tablas abajo). 
Un meta-estudio genético autosómico de (Rodrigues de Moura et al, 2015), el cual incluía 25 otros estudios, con 38 poblaciones de Brasil, determinó que la composición del país era la siguiente:
| Región          | Aporte europeo | Aporte africano | Aporte indígena |
| --------------- | -------------- | --------------- | --------------- |
| Regiones Norte  | 51,0%          | 16,0%           | 32,0%           |
| Región Nordeste | 58,0%          | 27,0%           | 15,0%           |
| Centro-Oeste    | 64,0%          | 24,0%           | 12,0%           |
| Región Sudeste  | 67,0%          | 23,0%           | 10,0%           |
| Región Sur      | 77,0%          | 12,0%           | 11,0%           |
| Total Brasil    | 62,0%          | 21,0%           | 17,0%           |

Estudio autosómico de (Manta et al, 2013):
| Región          | Aporte europeo | Aporte africano | Aporte indígena |
| --------------- | -------------- | --------------- | --------------- |
| Regiones Norte  | 51,0%          | 17,0%           | 32,0%           |
| Región Nordeste | 56,0%          | 28,0%           | 16,0%           |
| Centro-Oeste    | 58,0%          | 26,0%           | 16,0%           |
| Región Sudeste  | 61,0%          | 27,0%           | 12,0%           |
| Región Sur      | 74,0%          | 15,0%           | 11,0%           |
| Total Brasil    | 59,9%          | 25,0%           | 15,1%           |

Estudio autosómico de (Pena et al. 2011)
| Región          | Aporte europeo | Aporte africano | Aporte indígena |
| --------------- | -------------- | --------------- | --------------- |
| Regiones Norte  | 68,8%          | 10,5%           | 18,5%           |
| Región Nordeste | 60,10%         | 29,3%           | 8,9%            |
| Región Sudeste  | 74,2%          | 17,3%           | 7,3%            |
| Región Sur      | 79,5%          | 10,3%           | 9,4%            |
| Total Brasil    | 70,6%          | 16,8%           | 11,0%           |

Resultados del estudio autosómico de (Lins et al, 2009):
| Región          | Aporte europeo | Aporte africano | Aporte indígena |
| --------------- | -------------- | --------------- | --------------- |
| Regiones Norte  | 71,1%          | 18,2%           | 10,7%           |
| Región Nordeste | 77,4%          | 13,6%           | 8,9%            |
| Centro-Oeste    | 65,9%          | 18,7%           | 11,8%           |
| Región Sudeste  | 79,9%          | 14,1%           | 6,1%            |
| Región Sur      | 87,7%          | 7,7%            | 5,2%            |
| Total Brasil    | 77,1%          | 14,3%           | 11,5%           |

Estudio autosómico de (Oliveira, 2008), conducido por la Universidad de Brasilia:
| Región          | Aporte europeo | Aporte africano | Aporte indígena |
| --------------- | -------------- | --------------- | --------------- |
| Regiones Norte  | 60,6%          | 21,3%           | 18,1%           |
| Región Nordeste | 66,7%          | 23,3%           | 10,0%           |
| Centro-Oeste    | 66,3%          | 21,7%           | 12,0%           |
| Región Sudeste  | 60,7%          | 32,0%           | 7,3%            |
| Región Sur      | 81,5%          | 9,3%            | 9,2%            |
| Total Brasil    | 65,9%          | 24,8%           | 9,3%            |

### Aportes por líneas de herencia
En la siguiente tabla se muestra el aporte del ADN mitocondrial, trasmisible únicamente por vía materna, utilizado para identificar la ascendencia matrilineal) según regiones:
| Región                        | Aporte indígena | Aporte africano | Aporte europeo |
| ----------------------------- | --------------- | --------------- | -------------- |
| Regiones Norte y Centro-Oeste | 54%             | 15%             | 31%            |
| Región Nordeste               | 22%             | 44%             | 34%            |
| Región Sudeste                | 33%             | 34%             | 31%            |
| Región Sur                    | 22%             | 12%             | 66%            |
| Total ADNm Brasil             | 33%             | 28%             | 39%            |